# Mistrzostwa Świata w Kolarstwie Przełajowym 1970
21. Mistrzostwa Świata w Kolarstwie Przełajowym 1970 odbyły się w belgijskim Zolder, 22 lutego 1970 roku. Rozegrano wyścigi mężczyzn w kategoriach zawodowców i amatorów.

## Medaliści
| Konkurencja:               | Złoto:            | Czas      | Srebro:             | Czas     | Brąz:             | Czas     |
| Klasyfikacja mężczyzn      |                   |           |                     |          |                   |          |
| Zawodowcy (22 lutego 1970) | Eric De Vlaeminck | 1:03:50 h | Albert Van Damme    | + 0:00 m | Rolf Wolfshohl    | + 0:24 m |
| Amatorzy (22 lutego 1970)  | Robert Vermeire   | 56:12 m   | José María Basualdo | + 0:24 m | Norbert Dedeckere | + 1:14 m |

## Szczegóły

### Zawodowcy
| Medal | Zawodnik                  | Narodowość      | Czas      |
| ----- | ------------------------- | --------------- | --------- |
|       | Eric De Vlaeminck         | Belgia          | 1:03:50 h |
|       | Albert Van Damme          | Belgia          | + 0:00    |
|       | Rolf Wolfshohl            | RFN             | + 0:24    |
| 4     | Roger De Vlaeminck        | Belgia          | +1:33     |
| 5     | Renato Longo              | Włochy          | + 2:06    |
| 6     | Julien Van Den Haesevelde | Belgia          | + 3:22    |
| 7     | John Atkins               | Wielka Brytania | + 3:22    |
| 8     | Hermann Gretener          | Szwajcaria      | + 4:31    |
| 9     | Ernst Boller              | Szwajcaria      | + 4:43    |
| 10    | Michel Pelchat            | Francja         | + 5:08    |

### Amatorzy
| Medal | Zawodnik            | Narodowość | Czas    |
| ----- | ------------------- | ---------- | ------- |
|       | Robert Vermeire     | Belgia     | 56:12 m |
|       | José María Basualdo | Hiszpania  | + 0:24  |
|       | Norbert Dedeckere   | Belgia     | + 1:14  |
| 4     | René De Clercq      | Belgia     | + 1:34  |
| 5     | Wolfgang Renner     | RFN        | + 2:34  |
| 6     | Roger Bijn          | Belgia     | + 2:42  |
| 7     | Gertie Wildeboer    | Holandia   | + 2:49  |
| 8     | Karl Stähle         | RFN        | + 2:55  |
| 9     | Luigi Torresani     | Włochy     | + 3:18  |
| 10    | José María Gonzalez | Hiszpania  | + 3:19  |

## Tabela medalowa
| Miejsce | Państwo   |   |   |   |   |
| ------- | --------- | - | - | - | - |
| 1.      | Belgia    | 2 | 1 | 1 | 4 |
| 2.      | Hiszpania | 0 | 1 | 0 | 1 |
| 3.      | RFN       | 0 | 0 | 1 | 1 |